# チャンスンベギ駅
チャンスンベギ駅（チャンスンベギえき）は大韓民国ソウル特別市銅雀区上道洞にある、ソウル交通公社7号線の駅。駅番号は(740)。

## 駅構造

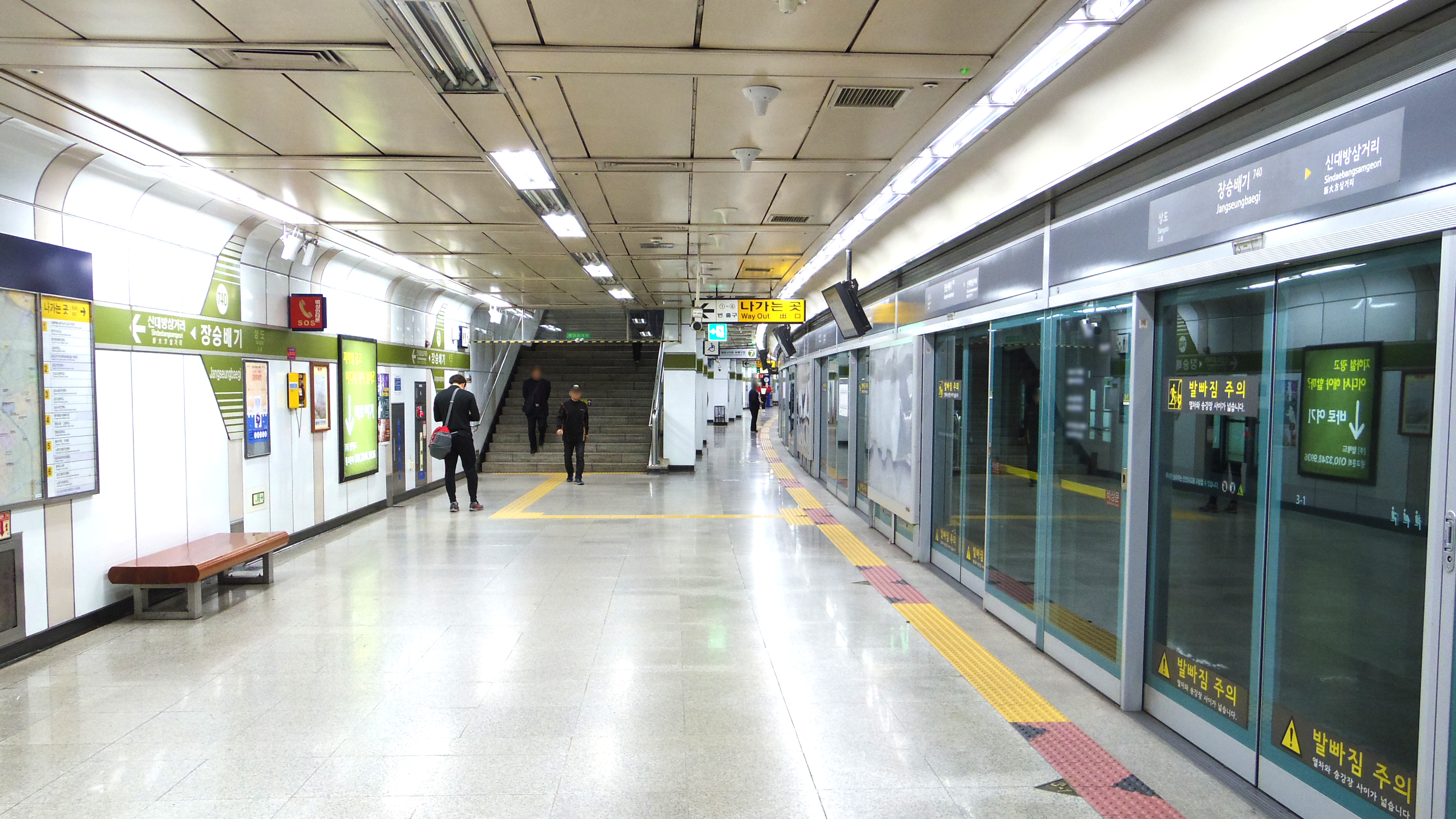
ホーム

相対式ホーム2面2線を有する地下駅で、フルスクリーンタイプのホームドアが設置されている。改札階に繋がる階段はホーム1面につき2ヶ所、エレベータは1基ずつ設置されている。
改札口は上下ホーム別々に設置されており、改札内でのホーム間の移動はできない。化粧室は改札外にある。
出入口は1番から6番までの合計6ヶ所ある。

### のりば
- 案内上ののりば番号は設定されていない。

| 上り | 7号線 | 高速ターミナル・建大入口・道峰山・長岩方面   |
| 下り | 7号線 | 大林・加山デジタル団地・光明サゴリ・温水方面 |

## 利用状況
近年の一日平均利用人員推移は下記のとおり。なお、2000年は開業日の8月1日から12月31日までの153日間の平均である。
| 路線  | 路線     | 2000年 | 2001年 | 2002年 | 2003年 | 2004年 | 2005年 | 2006年 | 2007年 | 2008年 | 2009年 | 出典  |
| ----- | -------- | ------ | ------ | ------ | ------ | ------ | ------ | ------ | ------ | ------ | ------ | ----- |
| 7号線 | 乗車人員 | 8,122  | 9,930  | 10,562 | 11,350 | 11,745 | 11,585 | 11,633 | 11,443 | 11,624 | 11,285 | [ 1 ] |
| 7号線 | 降車人員 | 7,472  | 9,328  | 9,937  | 10,707 | 11,123 | 11,076 | 11,112 | 10,928 | 11,081 | 10,782 | [ 1 ] |
| 7号線 | 乗降人員 | 15,594 | 19,258 | 20,499 | 22,057 | 22,868 | 22,662 | 22,745 | 22,370 | 22,705 | 22,067 | [ 1 ] |
| 路線  | 路線     | 2010年 | 2011年 | 2012年 | 2013年 | 2014年 | 2015年 |        |        |        |        | [ 1 ] |
| 7号線 | 乗車人員 | 10,830 | 10,754 | 10,488 | 10,932 | 11,053 | 10,851 |        |        |        |        | [ 1 ] |
| 7号線 | 降車人員 | 10,372 | 10,317 | 10,056 | 10,410 | 10,561 | 10,477 |        |        |        |        | [ 1 ] |
| 7号線 | 乗降人員 | 21,202 | 21,072 | 20,544 | 21,342 | 21,614 | 21,328 |        |        |        |        | [ 1 ] |

## 駅名の由来
- 当地の古い地名であるチャンスンベギ村が由来となっている。

チャンスン(長栍/장승)は将軍標を表し、ベギ(-배기)は「-がある」という意味の固有語であるため、「将軍標のある場所」というような意味となる。

## 駅周辺
- 銅雀教育支援庁
- 銅雀図書館
- 銅雀文化福祉センター
- 上道2洞住民センター
- 上道地溝帯
- エサラン教会
- チャンスン中学校
- 永登浦高等学校
- 永登浦中学校
- 鷺梁津2洞住民センター
- 銅雀区保健所

## 歴史
- 2000年8月1日 - 開業。

## 隣の駅
ソウル交通公社
 7号線
上道駅 (739) - チャンスンベギ駅 (740) - 新大方サムゴリ駅 (741)　